# Rivière du Loup (Rivière Chaudière)
Der Rivière du Loup (französisch für „Wolfsfluss“) ist ein rechter Nebenfluss des Rivière Chaudière in den Verwaltungsregionen Estrie und Chaudière-Appalaches der kanadischen Provinz Québec.

## Flusslauf
Der Rivière du Loup hat seinen Ursprung nahe der Grenze zu Maine (USA) in dem kleinen See Lac Émilie in der MRC Le Granit. Er durchfließt in überwiegend nördlicher Richtung die regionale Grafschaftsgemeinde Beauce-Sartigan. Die Route 173 folgt dem Flusslauf von Saint-Théophile flussabwärts. Der Fluss passiert die Gemeinde Saint-Côme–Linière und mündet bei Jersey Mills, einem südlichen Stadtteil von Saint-Gilles, in den Rivière Chaudière. Der Rivière du Loup hat eine Länge von etwa 75 km. Sein Einzugsgebiet umfasst ungefähr 900 km².

## Etymologie
Zwischen 1935 und 1965 trug der Fluss den Namen Rivière Linière. Danach erhielt er wieder seinen vorherigen Namen – Rivière du Loup.